# Joachín
Joachín är en ort i Mexiko.   Den ligger i kommunen Chacaltianguis och delstaten Veracruz, i den sydöstra delen av landet, 400 km öster om huvudstaden Mexico City. Joachín ligger 13 meter över havet och antalet invånare är 446.
Terrängen runt Joachín är mycket platt. Runt Joachín är det ganska glesbefolkat, med 34 invånare per kvadratkilometer. Närmaste större samhälle är Loma Bonita, 19,3 km sydväst om Joachín. Trakten runt Joachín består till största delen av jordbruksmark.